# Wale Ogunyemi
Wale Ogunyemi (Igbajo, 12 de agosto de 1939-18 de diciembre de 2001) fue un actor y escritor de Nigeria de etnia yoruba.

## Biografía
Estudió un curso de arte dramático en la Universidad de Ibadán en 1967 y comenzó su carrera actoral en la televisión en los años 1960. Más tarde colaboró con Wole Soyinka en la fundación de Soyinka Orisun Theatre.

## Filmografía
- The Lion and the Jewel
- Kongi's Harvest
- Sango (1997)
- The Beatification Of Area Boy
- The Ijaye War (1970)
- Kiriji (1976)
- The Divorce (1975)
- Aare Akogun (1968)
- Langbodo (1979)

## Premios
- Order of the Niger, 1982
- Olokuku of Okukuland[3]